# Stadio João Cardoso
Lo Stadio João Cardoso (in portoghese Estádio João Cardoso) è uno stadio di calcio situato a Tondela, in Portogallo. 
Fu inaugurato nel 2008 con una capienza di 2 764 spettatori, che però fu aumentata a 5 000 in seguito alla promozione del Tondela in massima serie al termine della stagione agonistica 2014-2015.